# Olivier Sibony
Olivier Sibony (1967) è un economista francese.
È autore noto per i suoi contributi alla strategia comportamentale e per il suo lavoro sull'impatto di euristiche e bias sul processo decisionale strategico e sulle procedure per migliorare la qualità delle decisioni. È autore di diversi libri di successo e coautore del best-seller del New York Times "Noise: A Flaw in Human Judgment", con Daniel Kahneman e Cass R. Sunstein.
Sibony è professore di strategia e management presso l'HEC Paris, dove ha ricevuto il Premio Vernimmen per l'eccellenza nell'insegnamento nel 2020. È inoltre affiliato alla Saïd Business School dell'Università di Oxford in qualità di Associate Fellow.

## Primi anni di vita e istruzione
Olivier Sibony è nato nel 1967 a Parigi, in Francia. Dopo il diploma di maturità al Lycée Louis-le-Grand e i corsi preparatori al Lycée Carnot, ha frequentato l'HEC Paris, laureandosi nel 1988. Nel 2017, Sibony ha discusso la sua tesi di dottorato presso l'Università di Parigi-Dauphine sotto la supervisione della Professoressa Stéphanie Dameron. Il suo argomento era "Comprendere e prevenire gli errori nei processi decisionali strategici: il contributo della strategia comportamentale".

## Carriera
Dal 1991 al 2015, Olivier Sibony ha lavorato presso McKinsey & Company, dove è stato eletto Partner nel 1997 e Senior Partner nel 2004. Il suo lavoro si è concentrato sulla strategia e la crescita nei settori dei beni di consumo, del commercio al dettaglio e del lusso. Durante il suo mandato, ha ricoperto il ruolo di Partner e Direttore nelle sedi di Parigi, New York e Bruxelles.
Nel 2015, Sibony è entrato a far parte del corpo docente dell'HEC Paris, dove attualmente è Professore (Education Track) nel dipartimento di Strategia. Sibony è anche Associate Fellow della Said Business School dell'Università di Oxford.

## Ricerca
Gli interessi di ricerca di Sibony si concentrano sull'applicazione di intuizioni derivanti dal giudizio e dal processo decisionale alla strategia, un campo che è stato tra i primi a chiamare "Strategia Comportamentale". Ha scritto ampiamente sull'effetto dei bias cognitivi sulle decisioni strategiche e ha esplorato metodi per identificarli e mitigarli. Attraverso la sua ricerca e la sua pratica, Sibony ha sviluppato procedure per migliorare la qualità delle decisioni. Ha scritto numerosi articoli e casi di studio su questi argomenti, pubblicati su importanti riviste di settore come Harvard Business Review, Sloan Management Review, California Management Review e McKinsey Quarterly.

## Distinzioni
Dal 2017, Sibony detiene il titolo di Cavaliere della Legion d'Onore, una delle più alte onorificenze francesi per il contributo alla società francese.

## Libri
- Kahneman, D., Sibony, O. & Sunstein, C. (2021). Noise. A Flaw in Human Judgement. New York: Little Brown Spark.
- Sibony, O. (2020). You're About to Make a Terrible Mistake: How Biases Distort Decision-Making and What You Can Do to Fight Them. New York: Little, Brown Spark. ISBN 978-1-80075-001-2.
- (EN) Bernard Garrette, Corey Phelps e Olivier Sibony, The Most Important Skill You Never Learned, in Cracked it!, Cham, Springer International Publishing, 2018,  pp. 1–14, DOI:10.1007/978-3-319-89375-4_1, ISBN 978-3-319-89374-7. URL consultato il 10 luglio 2024.
- French : (2021) Trouvez-moi la solution ! Les méthodes de résolution de problèmes des meilleurs consultants en stratégie. Paris : Flammarion (Clés des Champs).
- Sibony, O. (2020). Vous allez redécouvrir le management ! 40 clés scientifiques pour prendre de meilleures décisions. Paris : Flammarion.
- Garrette, B., Lehmann-Ortega, L., Leroy, F., Dussauge. P., Durand, R., Pointeau, B. & Sibony, O. (2019). STRATEGOR. Toute la stratégie de la start-up à la multinationale (Livres en Or, 8th ed)